# Die Senkrechtstarter
Die Senkrechtstarter ist eine deutsche Filmkomödie von Christian Rateuke aus dem Jahr 1989 mit Mike Krüger, Christina Plate und Karl Dall. Die Erstaufführung war am 26. Januar 1989.

## Handlung
In der fiktiven Zukunft des Jahres 1999 ist der Bargeld-Verkehr so gut wie abgeschafft. Finanzielle Transaktionen laufen nur noch über Kreditkarten. In dieser Zeit lebt der tollpatschige Lebenskünstler und Verlierer Mike. Er lernt die hübsche Egon kennen und verliebt sich in sie. Egon allerdings hat ein Geheimnis. Da sie sich als Kleinganovin mit Kreditkartendiebstahl durchschlägt, wird sie vom fiesen Codinsky erpresst, für ihn als Rückholerin zu arbeiten. Rückholer ist ein neuer Beruf in dieser Zeit, die, ähnlich wie Gerichtsvollzieher, Waren von Menschen „zurückholen“, die ihren Kredit nicht mehr bezahlen können.
Erst als sich Egon Mike anvertraut und sich herausstellt, dass Codinsky gar kein hohes Tier in der Zentralbank ist, sondern nur die Putzfrauen antreibt, besteht Hoffnung auf einen Ausweg. Codinsky unterbreitet ihnen das Angebot, ihm dabei zu helfen, die GMCC, die General Master Code Card, zu stehlen. Sie ist die Karte aller Karten, mit der man alles Geld auf alle Konten umleiten kann. Gemeinsam mit Mikes Freund Löffler, einem erfolglosen Playboy, machen sie sich auf den Weg, in die Zentralbank einzubrechen.
Mit viel Glück und einigen abenteuerlichen sowie waghalsigen Manövern gelangen sie bis in den Tresorraum der GMCC, in dem sich Codinsky erneut als Verräter entpuppt und Mike, Egon und Löffler in eine Falle gehen lässt und selbst mit der GMCC verschwindet. Da es Mike allerdings in einem unbeobachteten Moment vorher gelingt, die GMCC gegen eine normale Kreditkarte auszutauschen, entkommt Codinsky mit der falschen Karte und sprengt dadurch den Hauptcomputer der Zentralbank und sich selbst in die Luft, während Mike, Egon und Löffler mit der echten GMCC entkommen können.

## Kritik
„Nach erträglichem Beginn versandet der als Satire auf eine nahe Zukunft gedachte Film in den Niederungen extremer Langeweile und Dummheit.“